# Nicola Pinna
Nicola Pinna (14 de noviembre de 1974, Milán, Italia) es un químico y profesor en la Universidad Humboldt de Berlín.

## Carrera científica
Sus estudios doctorales los emprendió en Universidad Pierre y Marie Curie (París) con foco en fisicoquímica. Su trabajo postdoctoral los hizo en el Instituto Fritz Haber del MPG (Berlín) investigando las propiedades catalíticas de nanopartículas de óxido de vanadio. Desde entonces ha trabajado en el Instituto Planck de Coloides e Interfaces (Potsdam), Martin Luther Universidad de Halle-Wittenberg, la Universidad de Aveiro (Portugal), y la Universidad Nacional de Seúl (Corea). Ha sido profesor de química inorgánica en la Humboldt Universidad de Berlín desde julio de 2012.
Su foco de estudios es en nanosetructuras y materiales, principalmente tratando la síntesis de nanomateriales por solución y rutas de fase gas, su caracterización y el estudio de sus propiedades físicas. En particular, sus intereses de búsqueda incluyen la síntesis de óxido de metal cristalino nanopartículas, heteroestructuras, materiales híbridos y películas delgadas por nuevas rutas no acuosas sol-gel, su unión, y el estudio de sus propiedades físicas, ópticas, eléctricas, electroquímicas, magnéticas, catalíticas, sensor de gas.
En 2011, fue ranqueado entre la parte superior de cien científicos de materiales de la década pasada por impacto.
Es editor ejecutivo de la Revista de Nanoparticle Búsqueda y miembro del Grupo Editorial de la Revista CrystEngComm. Además publicó libros en Deposición de Capa Atómica y síntesis de nanopartículas.